# Умбрете
Умбрете (на испански: Umbrete) е населено място и община в Испания. Намира се в провинция Севиля, в състава на автономната област Андалусия. Общината влиза в състава на района (комарка) Ел Алхарафе. Заема площ от 12 km². Населението му е 8010 души (по преброяване от 2010 г.). Разстоянието до административния център на провинцията е 15 km.